# كوامي كوي
كوامي كوي (بالفرنسية: Kwame Quee) لاعب كرة قدم سيراليوني، ولد في (7 سبتمبر 1996) لعب سابقاً في نادي نجران السعودي.

## روابط خارجية
- كوامي كوي على موقع قاعدة بيانات كرة القدم.إي يو (الإنجليزية)
- كوامي كوي على موقع ناشيونال فوتبول تيمز (الإنجليزية)
- كوامي كوي على موقع Soccerway.com (الإنجليزية)